# Сардински планински тритон
Сардински планински тритон (Euproctus platycephalus), наричан също щукоглав тритон, е вид земноводно от семейство Саламандрови (Salamandridae). Видът е застрашен от изчезване.

## Разпространение
Разпространен е в Италия.